# Empire Windrush
De Empire Windrush was een transportschip, dat eerst in Duitse en later in Britse dienst landverhuizers, vakantiegangers, militairen en weer landverhuizers vervoerde over de wereldzeeën en zo een rol speelde in de Europese geschiedenis van de 20e eeuw.

## Geschiedenis
De MV Monte Rosa werd in 1930 gebouwd bij Blohm & Voss in Hamburg. Jarenlang bracht het schip voor de maatschappij Hamburg Süd vanuit Hamburg landverhuizers naar Buenos Aires. Vanaf 1937 voer het voor de Naziorganisatie Kraft durch Freude, die vakantiereisjes aanbood naar Noorwegen of Egypte, met aan boord ontspanning in de vorm van lezingen, sport en concerten. Onder de bemanning waren spionnen van de GESTAPO om de vakantievierders in de gaten te houden. Er werd ook naar Buenos Aires gevaren om propaganda te maken onder de Duitse immigranten daar.

### Tweede Wereldoorlog
In april 1940 werd de Monte Rosa gebruikt voor het troepentransport naar het door Duitsland aangevallen Noorwegen. Later voer het met opgepakte Noorse en Deense joden naar Polen, waar hen de vernietigingskampen wachtten. En toen in september 1943 het slagschip Tirpitz in de Noorse Altafjord door een Britse aanval buiten gevecht was gesteld, werd de Monte Rosa erheen gestuurd met een grote ploeg arbeiders om haar te repareren. In september 1944 was ze zelf doelwit van een Britse aanval, toen ze van Noorwegen naar Duitsland op weg was met aan boord, behalve Duitse soldaten, ook een grote groep Noorse vrouwen die waren geselecteerd voor het Lebensbornprogramma.
In februari 1945 werd het schip, zwaar beschadigd door een mijn, naar Denemarken gesleept en vervolgens naar Kiel. Daar werd er na de Duitse capitulatie beslag op gelegd door de Britten. Na reparatie van de schade werd de Monte Rosa in 1947 hernoemd in HMT Empire Windrush, en in dienst gesteld van het Britse ministerie van Transport. Het werd ingezet voor troepenvervoer naar de uithoeken van het koloniale rijk. 

### Jamaicanen
In 1948 repatrieerde het zo'n vijfhonderd Jamaicaanse militairen naar hun eiland. In het Caribisch gebied verschenen advertenties met goedkope passages voor de terugreis. In die tijd werkte de Labourregering van Clement Attlee aan de British Nationality Bill, die rechten zou geven aan ingezetenen van de koloniën. Er werd gretig gebruik van de goedkope plaatsen gemaakt door Jamaicanen en andere Caribiërs die meenden recht te hebben op een Brits paspoort. Bij hun ontscheping in Tilbury op 22 juni 1948, kregen ze een gemengde ontvangst. De pers uitte haar verbazing over de dure kleding van de reizigers en vroeg naar hun motivatie om naar Groot-Brittannië te komen. De meesten antwoordden, dat ze op zoek waren naar werk. Een groep parlementsleden van Labour schreef aan premier Attlee over de "noodzaak, om de toevloed van gekleurde mensen in te dammen". Andere opvarenden waren Poolse vluchtelingen, die aan boord kwamen toen de Windrush in Mexico in dok lag. Zij waren door de Russen uit Polen gedeporteerd naar Siberië, waren daar ontsnapt en via India in Mexico terechtgekomen. Alle passagiers werden, voor zover ze niet zelf onderdak hadden geregeld, tijdelijk ondergebracht in een voormalige schuilkelder in het metrostation Clapham Common. Het dichtstbijzijnde arbeidsbureau lag in Brixton, zodat de vele werkzoekenden daar terechtkwamen. De paar verstekelingen aan boord kregen een korte gevangenisstraf en mochten na hun vrijlating in het VK blijven. De meeste passagiers bouwden daar een nieuw bestaan op en voortaan werd gesproken over "de Windrush generatie", ook als het reizigers op andere schepen betrof. Ze bouwden een nieuw bestaan op en verrijkten de grootstedelijke cultuur van Londen met hun muziek en dans, hun voedsel en met het jaarlijkse Notting Hill Carnival.
De Windrush haalde in 1950 de Britse troepen weg uit Griekenland, waar ze hadden deelgenomen aan de Griekse Burgeroorlog. Ze deed nog dienst als troepentransportschip in de Koreaanse Oorlog. Op 28 maart 1954 was ze op terugreis van Yokohama, toen voor de kust van Algerije in de machinekamer een ontploffing plaatsvond. Vier bemanningsleden kwamen daarbij om, maar de andere 1494 opvarenden konden veilig van boord gaan. Het schip echter zonk toen het naar Gibraltar werd versleept.
https://www.historic-uk.com/HistoryUK/HistoryofBritain/HMT-Empire-Windrush/